# ماریان لووندورف
ماریان لووندورف (انگلیسی: Marianne Løvendorf؛ زادهٔ ۲۳ مهٔ ۱۹۸۲) بازیکن فوتبال اهل دانمارک است.
از باشگاه‌هایی که در آن بازی کرده‌است می‌توان به باشگاه فوتبال ادنسه و باشگاه فوتبال بروندبی اشاره کرد.
وی همچنین در تیم ملی فوتبال زنان دانمارک بازی کرده‌است.